# Торгашев, Эндрю
Эндрю Торгашев (англ. Andrew Torgashev; род. 29 мая 2001, Корал-Спрингс, США) — американский фигурист, выступающий в одиночном катании. Он — бронзовый призёр Гран-при Франции (2024), серебряный (2025) и бронзовый (2023) призёр чемпионата США.
По состоянию на 10 мая 2025 года занимает 26-е место в рейтинге Международного союза конькобежцев.

## Биография
Эндрю родился 29 мая 2001 года в Корал-Спрингс, штат Флорида. Он сын фигуристов Илоны Мельниченко и Артёма Торгашева, которые соревновались за Советский Союз в танцах на льду и парном катании соответственно.
Эндрю свободно говорит на английском и русском языках.

## Карьера

### Ранние годы
Эндрю встал на коньки в 2006 году. Его первым тренером был отец, а хореографом мама. Первый значительный успех пришёл к нему в декабре 2010-го, когда Торгашев стал третьим в своей возрастной категории на чемпионате США. В 2014 году он стал четвёртым на чемпионате США в категории новисов.

### 2014/2015: дебют на юниорском уровне
В сезоне 14/15 Торгашев получил право участвовать в международных юниорских соревнованиях. Он дебютировал на юниорских этапах Гран-при став четвёртым в Остраве и пятым в Таллине.
В январе 2015 года Эндрю стал чемпионом страны среди юниоров, установив новые рекорды чемпионата США в произвольной программе и общем итоговом результате. Он попал в заявку на чемпионат мира среди юниоров, где замкнул десятку лучших.

### 2015/2016: травма, пропуск сезона
Эндрю сломал правую лодыжку в июне 2015 года во время тренировки четверного тулупа. В июне ему сделали операцию по вживлению трёх винтов, которые были удалены из его лодыжки в январе 2016 года. В результате он пропустил весь сезон. После возвращения на лёд он поработал над скольжением, скоростью и мощью.

### 2016/2017: возвращение к соревнованиям
Эндрю вернулся к соревнованиям в июле 2016 года. В сентябре американский фигурист выиграл свою первую медаль юниорской серии Гран-при, став вторым в России. В октябре он стал четвёртым на немецком этапе Гран-при.
В ноябре Эндрю дебютировал на взрослом уровне, выступив на турнире серии «Челленджер» Tallinn Trophy, где выиграл бронзу. В январе 2017 года на чемпионате США финишировал одиннадцатым, выступая на взрослом уровне.
В марте американский фигурист выступил на юниорском чемпионате мира, где не попал в произвольную программу, став лишь двадцать пятым в короткой.

### 2017/2018
Торгашев начал свой сезон на турнире Summer International, который в начале августа прошёл в Филадельфии и где американский фигурист стал шестым. В серии юниорских Гран-при 2017 года он выиграл серебро в Минске с личным рекордом по сумме баллов, набрав 212,71, а затем занял четвёртое место в Италии. Эти результаты помогли Эндрю отобраться в финал Гран-при, где Торгашев финишировал шестым.
Походу сезона фигурист снова совмещал юниорские соревнования со взрослыми.
На Warsaw Cup Эндрю занял шестое место. На национальном чемпионате он занял девятое место в короткой программе, четырнадцатое в произвольной программе и тринадцатое в общем зачётенациональном чемпионате.

### 2018/2019: смена тренеров
В июне он объявил, что переехал в Колорадо-Спрингс, чтобы работать полный рабочий день с Кристи Кролл. Эрик Шульц и Джошуа Фаррис также стали членами его тренерской команды.
В августе 2018 года Торгашев выиграл золото на турнире Philadelphia Summer International, где он выступал среди взрослых спортсменов. На юниорском Гран-при в Братиславе он занял пятое место в короткой программе, третье в произвольной программе и четвёртое в общем зачёте. В сентябре он выиграл золото в Каунасе, заняв второе место в короткой программе и первое место в произвольной программе. Эти результаты позволили ему попасть в финал юниорского Гран-при, который в декабре должен пройти в Ванкувере. Из-за перелома пальца ноги Эндрю вынужден был сняться с соревнований, так как он отсутствовал на льду восемь недель, примерно до середины ноября. В январе 2019 года фигурист стал седьмым на чемпионате США.

### 2019/2020: топ-5 национального чемпионата
Эндрю начал сезон на турнире Philadelphia Summer International, где выиграл турнир. Он участвовал в юниорской серии Гран-при, заняв четвёртое место в Риге и в Загребе. В начале ноября выступил на взрослом турнире серии «Челленджер» Asian Open Figure Skating Trophy, где завоевал серебро.
На чемпионате США 2020 года шёл третьим после короткой программы, откатав чистую короткую программу, которая включала себя четверной тулуп. В произвольной программе Эндрю два раза упал, что привело его к итоговому пятому месту.
На юниорском чемпионате мира завоевал малую бронзовую медаль, заняв третье место в короткой программе. В произвольной программе американский фигурист допустил много ошибок и занял одиннадцатое место, в итоговом зачёте опустившись на восьмое место.

### 2020/2021 и 2021/2022: смена тренеров, травма
С ноября 2019 года тренируется под руководством Рафаэля Арутюняна.
Из-за травмы правой стопы он пропустил два сезона. Ему потребовалась операция и длительная реабилитация.

### 2022/2023: возвращение, бронза национального чемпионата, дебют на чемпионате мира
В ноябре 2022 года, заняв второе место на чемпионате Восточной секции, Торгашев сумел квалифицироваться на чемпионат США. Торгашев не мог позволить себе оплатить транспортные расходы своей тренерской команды на соревнования, поэтому на чемпионат он приехал со своим отцом.  На национальном чемпионате он занял пятое место в короткой программе. Торгашев выиграл произвольную программу, опередив Илью Малинина и Джейсона Брауна, что помогло ему впервые в карьере стать бронзовым призёром чемпионата США. По его собственным словам, он принял участие в соревновании, надеясь финишировать в первой десятке.
Эндрю был отобран для участия на чемпионате мира в Сайтаме , но поскольку он не выступал на международных соревнованиях с 2020 года, ему было необходимо набрать минимальную техническую оценку. На турнире Challenge Cup он занял пятое место и набрал необходимый технический минимум. На дебютном чемпионате мира занял двадцать первое место.

### 2023/2024
Эндрю начал сезон с «Челленджера» Lombardia Trophy, где завоевал бронзовую медаль. В октябре он дебютировал на взрослых этапах серии Гран-при, выступив на Skate America, где занял одиннадцатое место в короткой программе, но поднялся на седьмое после второго дня соревнований.
В преддверии чемпионата США Торгашев был заранее включен в состав американской команды на чемпионат четырёх континентов в Шанхае, который должен был состояться через неделю после национального чемпионата. Он занял пятое место на чемпионате США, который в конце января 2024 года прошёл в Колумбусе. На чемпионате четырёх континентов Эндрю занял восьмое место, установив новые личные рекорды в произвольной программе и по общей сумме баллов.

### 2024/2025: медаль Гран-при, серебро чемпионата США
Свой сезон Эндрю Торгашев начал в августе на турнире серии «Челленджера» Cranberry Cup, где занял пятое место. В сентябре стал девятым на Nebelhorn Trophy. Первым этапом Гран-при для Торгашева стал турнир во Франции. Эндрю занял четвёртое место как в короткой, так и в программной программе, но сумел завоевать бронзовую медаль в результате ошибок многих главных претендентов на подиум. Первоначально он был назначен только на один Гран-при, но за несколько дней до соревнований канадский фигурист Стивен Гоголев снялся с NHK Trophy. В Японии Торгашев показал сильную короткую программу, заработав лучший результат сезона, заняв четвёртое место в первый день соревнований. В произвольной программе американский фигурист занял пятое место, но при этом он установил новый личный рекорд как в произвольной программе, так и за сумму двух программ. По итогам соревнований Эндрю остановился в шаге от пьедестала почёта. После своего успеха на серии Гран-при Торгашев выразил восторг, сказав: «Я собрал вещи для поездки во Францию на несколько дней, а в итоге остался ещё на неделю в Японии. Это было потрясающе. Более того, достижение личного рекорда в произвольной программе и в общем зачёте было таким крутым, просто думаю, что я всё ещё способен на гораздо большее».
На чемпионате США, который прошёл в конце января, Эндрю продемонстрировал два чистых проката и завоевал серебряную медаль, уступив только действующему чемпиону мира Илье Малинину. Два месяца спустя, на чемпионате мира в Бостоне, он улучшил свой личный рекорд в короткой программе, набрав 87,27 балла и заняв восьмое место. Однако у него была полная ошибок произвольная программа с двумя падениями и многочисленными неудачными приземлениями. Он занял предпоследнее место в произвольной программе и опустился на двадцать второе место.

## Программы
| Сезон     | Короткая программа                                                                                      | Произвольная программа |
| --------- | --- | --- |
| 2024—2025 | - «L'enfer» Stromae хореография: Ше-Линн Бурн                                                           | - «Шехеразада» Николай Римский-Корсаков хореография: Надежда Канаева                                                                    |
| 2023—2024 | - «L'enfer» Stromae хореография: Ше-Линн Бурн                                                           | - «Void of Madness» Muse хореография: Миша Ге                                                                                           |
| 2022—2023 | - «Oblivion» в исполнении Степана Хаусера хореография: Миша Ге                                          | - «Gravity of Love» - «The Gate» - «Push the Limits» Enigma - «O Fortuna» в исполнении Карла Орфа, Hidden Citizens хореография: Миша Ге |
| 2019—2020 | - «Bloodstream» Tokio Myers хореография: Илона Мельниченко, Скотт Браун, Эндрю Торгашев, Сэмюэль Шуинар | - «E lucevan le stelle» (из оперы «Тоска») Джакомо Пуччини хореография: Илона Мельниченко, Скотт Браун, Эндрю Торгашев, Сэмюэль Шуинар  |
| 2018—2019 | - «Open Arms» Journey хореография: Илона Мельниченко, Скотт Браун, Эндрю Торгашев                       | - «El Tango de Roxanne» (из мюзикла «Мулен Руж!») хореография: Илона Мельниченко, Скотт Браун                                           |
| 2017—2018 | - «Лунная соната» Людвиг ван Бетховен хореография: Илона Мельниченко, Скотт Браун                       | - «El Tango de Roxanne» (из мюзикла «Мулен Руж!») хореография: Илона Мельниченко, Скотт Браун                                           |
| 2016—2017 | - «Le Temps de Cathedrales» (из мюзикла «Нотр-Дам де Пари») хореография: Илона Мельниченко, Скотт Браун | - «Bohemian Rhapsody» Queen хореография: Илона Мельниченко, Скотт Браун                                                                 |
| 2014—2015 | - «Parisienne Walkways» Гэри Мур хореография: Илона Мельниченко, Скотт Браун                            | - «Аранхуэсский концерт» Хоакин Родриго в исполнении Эдвина Мартона хореография: Илона Мельниченко, Скотт Браун                         |

## Спортивные достижения
| Соревнования                        | 14/15         | 16/17         | 17/18         | 18/19         | 19/20         | 22/23         | 23/24         | 24/25         |
| Международные                       | Международные | Международные | Международные | Международные | Международные | Международные | Международные | Международные |
| ----------------------------------- | ------------- | ------------- | ------------- | ------------- | ------------- | ------------- | ------------- | ------------- |
| Чемпионат мира                      |               |               |               |               |               | 21            |               | 22            |
| Чемпионат четырёх континентов       |               |               |               |               |               |               | 8             |               |
| Этап Гран-при. Skate America        |               |               |               |               |               |               | 7             |               |
| Этап Гран-при. NHK Trophy           |               |               |               |               |               |               |               | 4             |
| Этап Гран-при. Grand Prix de France |               |               |               |               |               |               |               | 3             |
| CS Lombardia Trophy                 |               |               |               |               |               |               | 3             |               |
| CS Nebelhorn Trophy                 |               |               |               |               |               |               |               | 9             |
| CS Asian Open Trophy                |               |               |               |               | 2             |               |               |               |
| CS Tallinn Trophy                   |               | 3             |               |               |               |               |               |               |
| CS Warsaw Cup                       |               |               | 6             |               |               |               |               |               |
| CS Cranberry Cup                    |               |               |               |               |               |               |               | 5             |
| Challenge Cup                       |               |               |               |               |               | 5             |               |               |
| Egna Spring Trophy                  |               |               |               | 2             |               |               |               |               |
| Philadelphia Summer                 |               |               | 6             | 1             | 1             |               |               |               |
| Международные среди юниоров         |               |               |               |               |               |               |               |               |
| Чемпионат мира среди юниоров        | 10            | 25            |               |               | 8             |               |               |               |
| Финал юниорского Гран-при           |               |               | 6             |               |               |               |               |               |
| Этап Гран-при. Литва                |               |               |               | 1             |               |               |               |               |
| Этап Гран-при. Россия               |               | 2             |               |               |               |               |               |               |
| Этап Гран-при. Словакия             |               |               |               | 4             |               |               |               |               |
| Этап Гран-при. Латвия               |               |               |               |               | 4             |               |               |               |
| Этап Гран-при. Эстония              | 5             |               |               |               |               |               |               |               |
| Этап Гран-при. Чехия                | 4             |               |               |               |               |               |               |               |
| Этап Гран-при. Беларусь             |               |               | 2             |               |               |               |               |               |
| Этап Гран-при. Хорватия             |               |               |               |               | 4             |               |               |               |
| Этап Гран-при. Италия               |               |               | 4             |               |               |               |               |               |
| Этап Гран-при. Германия             |               | 4             |               |               |               |               |               |               |
| Национальные                        |               |               |               |               |               |               |               |               |
| Чемпионат США                       | 1 юн.         | 11            | 13            | 7             | 5             | 3             | 5             | 2             |
| CS — турнир серии «Челленджер»      |               |               |               |               |               |               |               |               |